# 雷音瀑布
雷音瀑布位於嘉義縣梅山鄉，為竹坑溪北側支流的多階連瀑，是瑞峰風景區內著名的瀑布景觀之一。瀑布約可分為五層，落差近200公尺，竹坑溪步道十號吊橋橫跨於雷音瀑布第四層下方，由此可仰視雷音第一層至第四層瀑布的景致。第五層瀑布則位於竹坑溪之匯流處，與位於竹坑溪的龍宮瀑布下方瀑潭共築雙水潭之景觀。隔著溪流的對面山壁，即是龍宮瀑布。雷音瀑布瀑頂有座「望瀧橋」，可俯視龍宮瀑布的美景。

## 交通資訊
- 自行開車：由國道3號下梅山交流道轉162線接台3線至梅山，左轉玄廟路接162甲線經太平往瑞峰，至29.6K處二坪仔停車場，循小徑前行約500公尺，即為竹坑溪步道入口[4]。

- 自停車進入，經過一段村落田園小徑，再上坡後即是平坦路段，接著是有涼亭和廁所的休憩區。循步道繼續前行，經過12號橋、11號橋，有一處休憩涼亭[注 1][4]，往左可見到雷音瀑布，往右前行即是龍宮瀑布。步道全程約2.3公里，兩小時內可完成[2]。

## 解
1. ↑  休憩涼亭往龍宮瀑布的棧橋損毀，目前暫不開放。

## 外部連結
- 在Panoramio的雷音瀑布影像
- 在Panoramio的雷音瀑布第四階影像